# Черноволенко, Виктор Тихонович
Виктор Тихонович Черноволенко  (13 марта 1900, Москва — 16 октября 1972, Москва) — советский художник-космист, член группы художников «Амаравелла».

## Биография
Родился 13 марта 1900 года в Москве в семье работника страховой компании Тихона Константиновича Черноволенко и домохозяйки Натальи Владимировны Черноволенко. Старшие братья — Адриан и заслуженный артист РСФСР Георгий (Юрий) Тихонович Черноволенко.
В 1918 году окончил Первое Московское реальное училище, а до этого начиная с 1916 года работал статистом в оперном театре С. И. Зимина, где часто видел выступления Фёдора Шаляпина и Леонида Собинова.

### Служба в Красной Армии
В 1919 году Виктор Черноволенко пытался поступить в Коммерческий институт, но его призвали в Красную Армию.

«Меня, в частности, спросили, кем я хочу быть в рядах Красной Армии. Я ответил: хочу попасть на кавалерийские курсы. Но на кавалерийские курсы я не попал — меня направили на пулеметные курсы комсостава в городе Вольске, которые я окончил в 1919 году. А в 1920 году был направлен в отдельный запасной лыжный батальон в Сибирь, где меня назначили помощником начальника пулемётной команды запасного лыжного батальона. Мой статус звучал очень смешно в сокращённом варианте: „помначпулемком от заплыжбата“».

В Омске был сформирован батальон, откуда Виктора отправили в Томск для охраны обозов с зерном. Там после налёта грабителей он получил повреждение лёгкого, что привело к туберкулёзу. Затем Черноволенко был помещён в Томский военный госпиталь, а после освобождён от военной службы.

### Начало творчества и «Амаравелла»
Вернувшись в Москву, Виктор Черноволенко устроился работать на завод «Каучук» агентом снабжения. В свободное от работы время посещал Третьяковскую галерею, где подолгу простаивал у полотен Нестерова и Врубеля. В 1926 году во время посещения музея познакомился с молодым художником Борисом Смирновым-Русецким, членом небольшого творческого объединения «Квадрига», куда входили ещё три художника — П. П. Фатеев (руководитель), В. Н. Пшесецкая, А. П. Сардан. К тому времени это объединение существовало три года. Все его члены радушно приняли Виктора Черноволенко, который уже давно лелеял мечту стать художником. Вскоре к их группе присоединился ещё один молодой, но опытный художник С. И. Шиголев. Творческой философией группы стали идеи представителей русского космизма — Н. Ф. Фёдорова, В. И. Вернадского и А. Л. Чижевского.
В 1926 году в Москве художники встретились с Н. К. Рерихом, который, ознакомившись с их работами, предложил принять участие в предстоящей в 1927 году Всемирной выставке современного искусства в Нью-Йорке. Художники приняли приглашение. По условиям участия им пришлось представить концепцию искусства, эмблему и название группы. Так появилось название «Амаравелла». В группе Виктора Черноволенко создал произведения: «В глубинах Вселенной» (1927), «Древний символ мудрости» (1928), «Человек на просторах космоса» (1929), «Пробуждайся, спящий!» (1929), «Куда идёшь, человечество?» (1930), «Устремлённость» (1930), «Мгновение» (1930).
«Амаравелла» просуществовала до 1930 года, когда по материальным причинам часть группы была вынуждена искать дополнительный заработок и ушла в другие сферы деятельности.

### Дальний Восток и комбинат «Сихали»
В 1932 году Виктор Черноволенко приехал на Дальний Восток в посёлок Тетюхе (ныне Дальнегорск) Приморского края, где устроился работать на «Сихотэ-Алинский полиметаллический комбинат Главцветметзолото» (сокращённо «Сихали»). Там он познакомился с будущей женой Марией Филипповной Дроздовой, которая работала в посёлке телеграфисткой. После года работы на комбинате Черноволенко отправили в командировку в Москву и Севастополь, решать неотложные проблемы комбината. В Севастополе он контролировал строительство судна «Серго Орджоникидзе» для комбината «Сихали». Заметки  Черноволенко о ходе строительства судна напечатала газета «Сихотэ-Алиньский рабочий». Вернувшись в Тетюхе после командировки, в ноябре 1934 года Виктор Черноволенко женился на Дроздовой.

### Возвращение в Москву
В конце 1934 года истек срок договора работы на комбинате «Сихали», и Черноволенко вернулся в Москву на завод, где работал ещё до отъезда на Дальний Восток. В феврале 1935 года к нему приехала его жена Мария Филипповна Дроздова-Черноволенко и устроилась работать на телеграф по специальности. В Москве Черноволенко продолил свой творческий путь, встречался с друзьями по «Амаравелле».
В конце 1937 года он снова отправился работать на комбинат «Сихали», но вернулся в 1938 году.

### Великая Отечественная война
Во время Великой Отечественной войны В. Т. Черноволенко работал на военном заводе.

### Знакомство с Ю. Н. Рерихом
В 1958 году Виктора Тихоновича познакомили с востоковедом и путешественником Юрием Николаевичем Рерихом, который привёз в Москву завещанные России картины Николая Константиновича Рериха.

«Встреча с Юрием Николаевичем стала для меня исключительной вехой в жизни. Он видел мои работы и слушал мои музыкальные импровизации. Ему всё нравилось. Я очень дорожил его мнением. Юрий Николаевич был для меня, да и не только для меня, но и для других, с кем он был знаком, очень большим авторитетом. Своим отношением к моему творчеству он поддержал меня и вселил уверенность: то, что я делаю, нужно людям. Я начал работать с большой радостью, с большим подъёмом в душе.»

### Уход на пенсию. Второе дыхание
В 1960 году Черноволенко ушел на пенсию и полностью погрузился в творчество. Выставки картин Черноволенко проходили в залах многих институтов, в Государственном мемориальном музее А. Н. Скрябина, в некоторых редакциях газет и журналов. В период с 1960 года до своей смерти в 1972 году он создал более 250 акварелей и 20 живописных картин.

### Смерть
30 сентября 1972 года у Черноволенко произошло кровоизлияние в мозг. 16 октября в 07:30 он скончался. Похоронили его в Москве на Ваганьковском кладбище.

## Фильмы о В. Т. Черноволенко
- «Сотвори Мир», документальный фильм. Режиссёр В. В. Орехов. 1979 г.
- «Амаравелла», видеофильм Санкт-Петербургской ТВ-студии. Режиссёры Е. Плугатарёва, Л. Тележко. 1997 г.

## Примечание
1. ↑  Журнал «Дельфис» — № 22(2) — 2000 г., Мироздание и человек Архивная копия от 3 сентября 2014 на Wayback Machine
2. ↑  ArtRu.info — Персоны -Черноволенко Виктор Тихонович Архивная копия от 16 декабря 2011 на Wayback Machine
3. 1 2 3  Виктора Черноволенко век лучезарный/Сост.: М. Ф. Дроздова-Черноволенко, С. Б. Семёнова. — М.:Дельфис, 2001.
4. 1 2  Журнал «Дельфис» — № 24(4) — 2000 г. —«Амаравелла» Архивная копия от 16 декабря 2011 на Wayback Machine
5. ↑  http://www.centre.smr.ru Архивная копия от 28 августа 2012 на Wayback Machine -Биография В. Т. Черноволенко Архивная копия от 24 мая 2013 на Wayback Machine
6. ↑  Persones.ru -Виктор Черноволенко биография Архивная копия от 17 августа 2014 на Wayback Machine
7. ↑  Журнал «Дельфис» — № 21(1) — 2000 г. —Посланник Вечности Архивная копия от 3 сентября 2014 на Wayback Machine
8. ↑  Могила Виктора Черноволенко. Дата обращения: 31 марта 2024. Архивировано 31 марта 2024 года.